# Storia dell'arte a Pescara

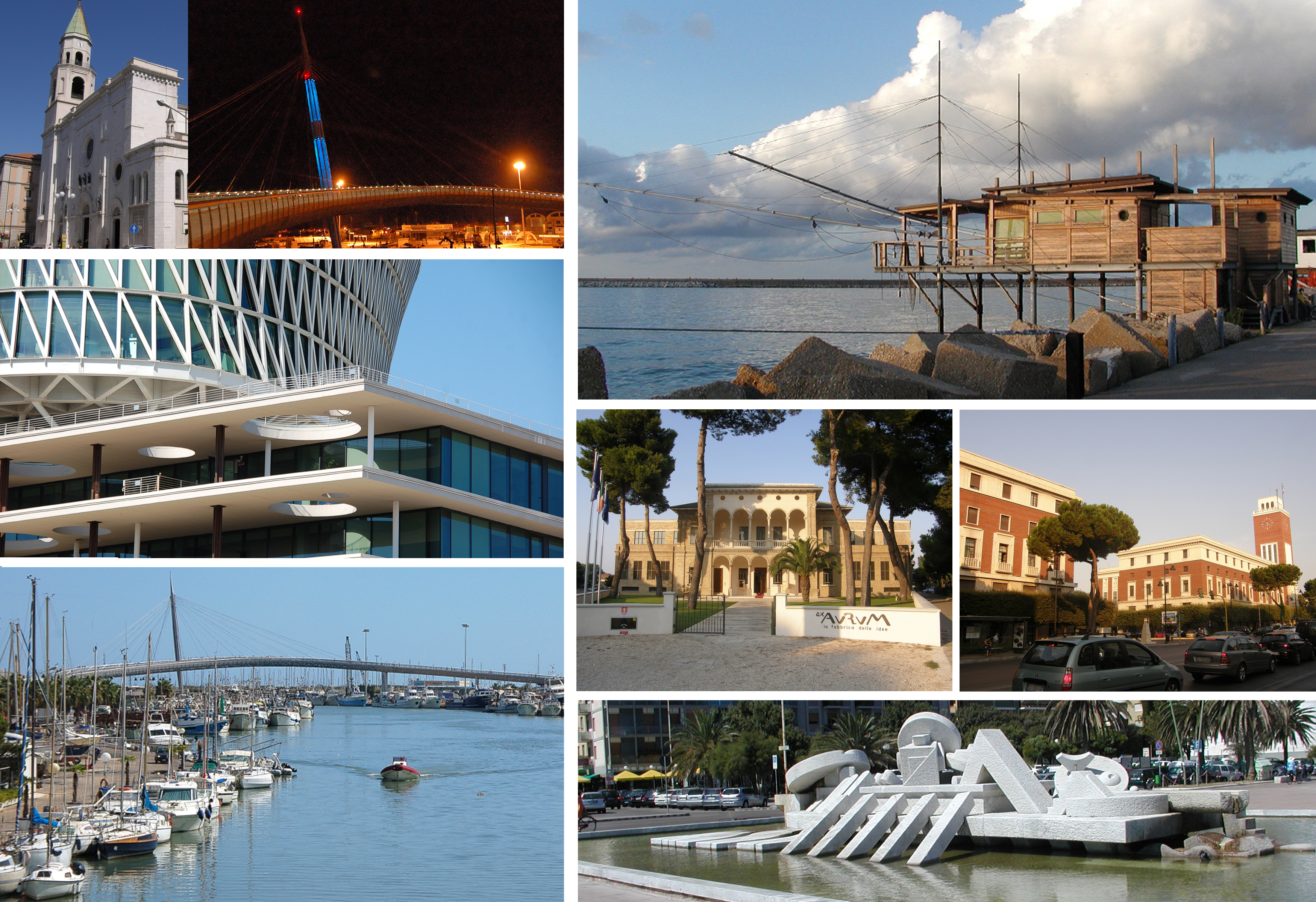
Collage di immagini rappresentative di Pescara, da sinistra a destra, la Cattedrale di San Cetteo, il Ponte del Mare, i trabocchi della Marina, la sede Fater S.p.A. realizzata dall'architetto Fuksas, l'ex liquorificio Aurum presso la Pineta, il palazzo di Città, il fiume Pescara con il delta del Porto canale e infine la fontana La Nave di Pietro Cascella

La storia dell’arte a Pescara si caratterizza, per la più parte, come storia dell’arte contemporanea, in quanto la città ha potuto vivere una prima fase di crescita ed espansione solo in seguito allo smantellamento della fortezza spagnola che ne delimitò la vita sociale dal XVI al XIX secolo.

## Letteratura

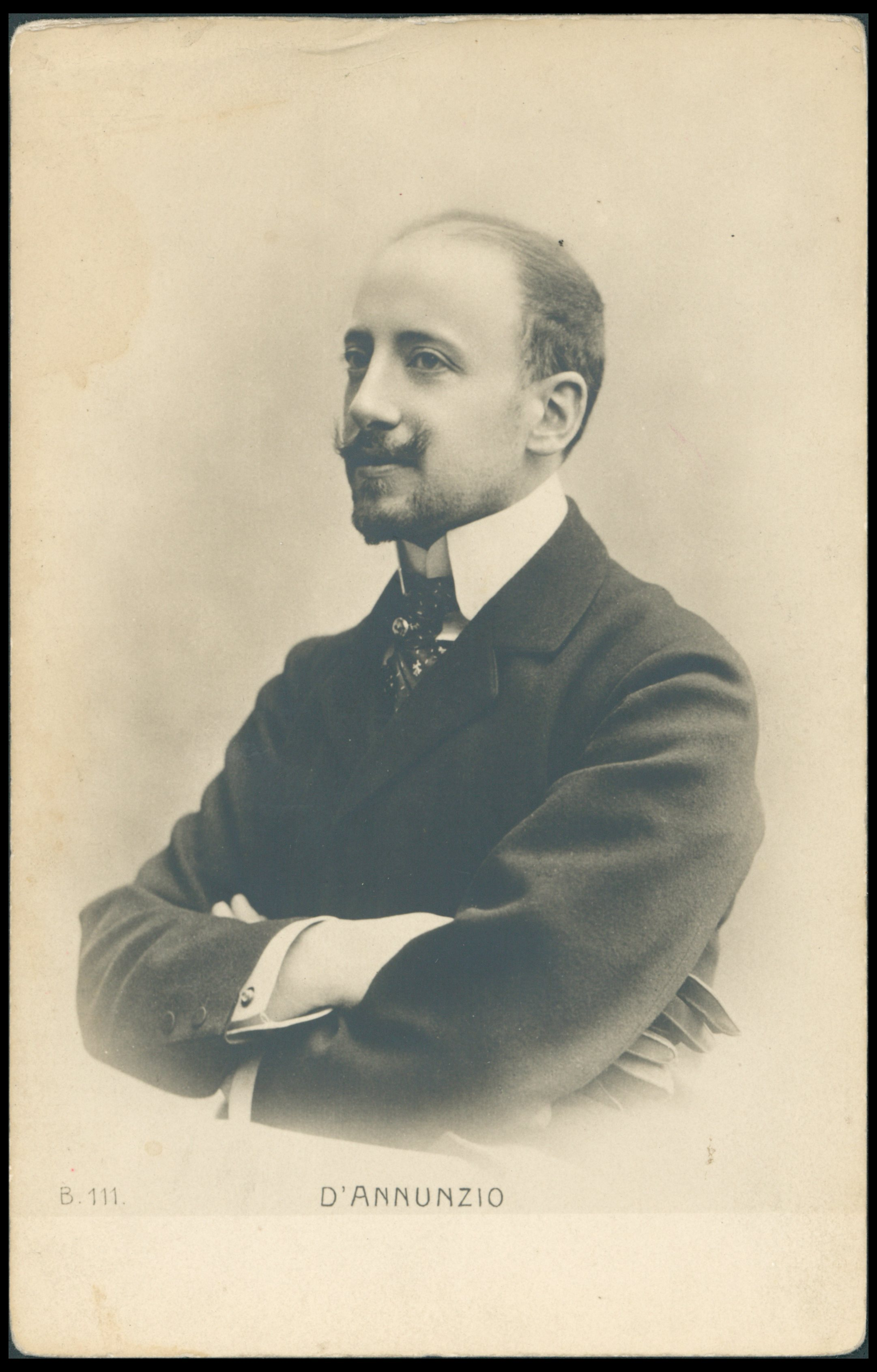
Gabriele d'Annunzio

Figura di spicco per l'attività letteraria pescarese fu Gabriele D'Annunzio. Infatti, se si esclude la poetessa e marchesa di Pescara Vittoria Colonna, la città non ebbe alcun rilievo nella storia della letteratura abruzzese sino alla nascita di D'Annunzio e all'inizio della sua attività letteraria nel 1882-884-886 con le varie prose, nonché componimenti poetici intrisi di forte naturalismo che allude al paesaggio e all'ambiente pescarese, chietino e francavillese.
Nelle sue prose di Terra vergine - Il libro delle vergini - San Pantaleone, poi confluite nelle Novelle della Pescara (1902), D'Annunzio riprende il tema di Vita dei campi di Giovanni Verga, ossia un naturalismo esasperato e colorito in cui vengono descritte le sofferenze e lo stile di vita quasi selvaggio delle genti pescaresi e delle campagne attorno. Più avanti negli anni, il sentimento di D'Annunzio verso Pescara cambierà, ad esempio nei ricordi del Notturno (1921) e del Libro segreto di Gabriele d'Annunzio (1935) Pescara appare come una città lontana, una città delle origini a cui ritornare per recuperare lo spirito fanciullesco, una città fortemente intrisa della presenza della cara e anziana madre Luisa de Benedictis.

Ennio Flaiano

## Artisti principali

### Francesco Paolo Michetti
Francesco Paolo Michetti (Tocco da Casauria, 4 agosto 1851 - Francavilla al Mare, 5 marzo 1929) è stato un pittore e litografo di grandissima fama internazionale e molto apprezzato dai collezionisti d'arte a cavallo tra l'800 e il ‘900; raggiunse la definitiva fama internazionale nel 1887, quando espose a Napoli la grande tela del Corpus Domini (che venne acquistata dall'imperatore Guglielmo II di Germania).
Formatosi a Napoli e lavorando in tutta Italia, è sempre rimasto molto legato alla sua terra e nei primi anni del ’900, attorno alla sua persona cominciò a riunirsi il Cenacolo michettiano a Francavilla al Mare, a cui partecipavano i maggiori artisti abruzzesi dell'epoca (tra gli altri, il poeta Gabriele d’Annunzio, lo scultore Nicola D'Antino e il musicista Francesco Paolo Tosti) nel convento di Santa Maria di Gesù di Francavilla. A Pescara, presso la ‘'Biblioteca provinciale'’, è conservato il suo celebre dipinto la figlia di Jorio del 1894.

### Alessandro Cicognini
Nato a Pescara il 25 gennaio 1906, il celebre compositore Alessandro Cicognini (1906-1995) visse a Francavilla al Mare, città dove risiedette fino agli anni Ottanta.
È considerato uno dei padri della musica da film e autore di oltre trecento colonne sonore, tra cui i film che vinsero il Premio Oscar Sciuscià e Ladri di biciclette di Vittorio De Sica. Nel 2015, il Premio Flaiano, presieduto da Edoardo Tiboni, il Festival Scrittura e Immagine e il Centro Ricerche e Studi Nazionale Alessandro Cicognini, diretto dal compositore e regista Davide Cavuti, hanno realizzato un omaggio all'illustre compositore, nel venticinquennale della sua scomparsa.

### I Cascella

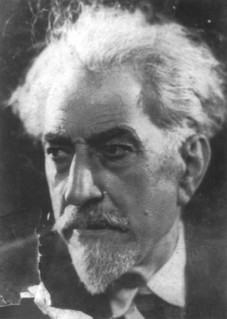
Basilio Cascella

La famiglia Cascella ha dato molto alla città di Pescara e ha caratterizzato moltissimo la vita dell'arte della città, essendo stata una feconda scuola di arte e cultura, apprezzata a livello nazionale e internazionale. Il Comune di Pescara ha dedicato ai Cascella la fondazione del Museo civico Basilio Cascella.

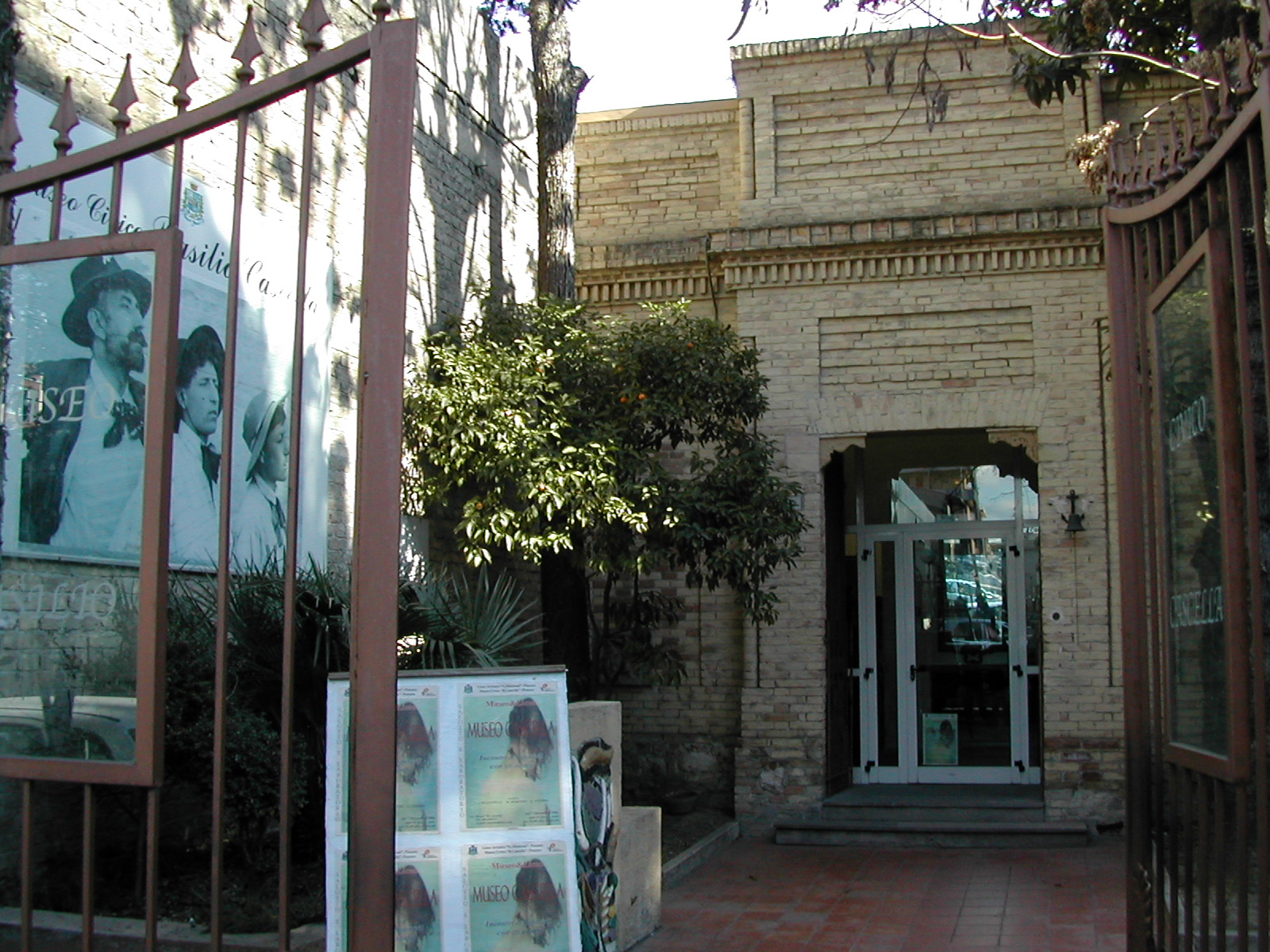
Il museo Civico Basilio Cascella

### Basilio Cascella e figli
La prima figura importante è sicuramente quella di Basilio Cascella, nato a Pescara nel 1860. Egli frequentò la scuola serale degli Artieri di Pescara e lavorò come apprendista nello stabilimento tipografico Luigi Salomone. La sua formazione artistica non è legata alla frequentazione di nessuna scuola, ma è piuttosto il frutto del suo lavoro e del contatto con molte personalità dell'arte del tempo in tutta Italia. La sua opera si rifà esplicitamente al verismo. Le sue attività creative sono molteplici: egli è stato litografo, pittore, grafico, ceramista, illustratore e fotografo. Dal 1895 il Cascella si trasferisce a Pescara e il consiglio comunale della città delibera la cessione di un terreno per permettergli di costruire uno stabilimento litografico e di pittura. Tale concessione del terreno in viale delle Acacie (poi viale Principe di Piemonte e ora viale Marconi) ha rappresentato un momento importante per la città pescarese, poiché con essa è nata una vera e propria scuola di scultura e illustrazione. Lo stabilimento litografico, ancora oggi esistente in viale Marconi a Pescara, è sede del Museo civico "B. Cascella", dal 1905 al 1914 produsse le bellissime stampe de "L'Illustrazione abruzzese", alcune delle quali conservate, insieme a tele e ceramiche dipinte di Basilio e i figli Michele, Tommaso e Gioacchino.
Tre dei figli di Basilio Cascella, Tommaso, Michele e Gioacchino hanno continuato l'opera paterna, essendo stati tutti e tre pittori di apprezzabile abilità. In particolare, Tommaso Cascella ha esposto in diverse città europee e anche in Brasile e fu tra i vincitori della Biennale di Venezia del 1932 ha vinto. Anche il fratello Michele, ha saputo acquisire fama a livello nazionale e internazionale, con due partecipazioni alla Biennale di Venezia e con mostre in ogni parte d'Italia e d'Europa. Il fratello Giacomo, invece, non ha mai avuto la forza di imporsi nel panorama nazionale, perché è rimasto legato alla sua terra di origine e non ha mai intrapreso lo sforzo di vivere e lavorare nella piazze d'arte italiane più importanti.

### Pietro, Andrea e Renato Cascella
Di grande importanza è l'esperienza dei figli di Tommaso Cascella, Andrea e Pietro. Andrea Cascella (1919-1990), è stato pittore è ceramista e ha esposto e venduto le sue opere in tutto il mondo: la sua fama lo ha portato a divenire commissario della Biennale di Venezia e direttore dell'Accademia di belle arti di Brera. Il fratello Pietro Cascella (1919-2008), ha iniziato la sua carriera artistica come pittore e ceramista, ma ha consolidato la sua fama mondiale come scultore: le sue sculture sono solitamente composte da masse pietrificate levigate, aspre o corrose con accenni di base cubista e elementi di purismo geometrico. Egli ha lavorato molto in Abruzzo e a Pescara, ha realizzato "La nave" (1987), sullo slargo all'incrocio del lungomare Matteotti con piazza I Maggio: opera che caratterizza assai il lungomare della città.
Non solo, Pietro con Andrea decorò le statue del nuovo Ponte Risorgimento nel 1952, rinato dall'ex ponte Littorio distrutto dai tedeschi, il Monumento ai caduti di tutte le guerre in piazza Garibaldi, il Monumento ai Martiri della Libertà in piazza Unione.

### Ettore Spalletti
Ettore Spalletti è nato nel 1940 a Cappelle sul Tavo, in Provincia di Pescara ed è morto 11 ottobre 2019 a Spoltore : è stato un pittore e scultore di fama internazionale, ma è molto radicato e presente nel territorio pescarese. In città è stato spesso protagonista di mostre personali o collettive e ha realizzato la fontana presso la nuova sede del Tribunale Penale e Civile, in piazza Ettore Troilo. Ha lasciato in progetto la realizzazione di un “percorso d'acqua” che dovrebbe collegare la vecchia stazione di Pescara al mare.

### Luigi Baldacci
Luigi Baldacci, nato a Pescara il 27 gennaio 1937 e deceduto il 9 settembre 2018, è stato un pittore al quale sono legate varie opere presenti nella città, tra le quali quelle affisse sulle pareti della Sala Consigliare del Comune di Pescara, che raccontano la storia della città in otto pannelli dipinti a olio su tela, nonché la scultura intitolata Omaggio a Flaiano, composta da due elementi in acciaio rivestiti di tasselli di ceramica colorata posta nel piazzale antistante l'auditorium Flaiano, componente del Monumentale teatro G. D'Annunzio.

### Giuseppe Misticoni
Giuseppe Misticoni, nato a Spoltore il 25 dicembre 1907 e morto nel 1998, inizia l'attività artistica con il pittore abruzzese Italo De Sanctis, e compie i suoi studi nel Liceo Artistico e Accademia di Belle Arti di Roma.
Nella capitale resta a lavorare alcuni anni; poi torna in Abruzzo ove prende a svolgere attività didattiche in varie scuole della città di Pescara. Inizia nel frattempo un'opera di svecchiamento della cultura della regione tenendosi costantemente a contatto con le punte avanzate dell'arte. La guerra ne interrompe l'opera, e parte nel 1940 per il fronte in Albania; fatto prigioniero, fugge dal campo inoltrandosi in vicende avventurose e drammatiche; unitosi a reparti partigiani, intraprende una durissima lotta di resistenza. Tornato, finalmente, in patria nel 1946, riprende l'opera interrotta, riuscendo a fondare il Liceo Artistico a Pescara e chiama quali collaboratori all'insegnamento i migliori artisti della regione. Muore poi a Pescara il 2 maggio 1998. Le sue opere principali sono custodite al Museo d'arte moderna "Vittoria Colonna" e a lui è intitolato il Liceo Artistico da lui fondato.

### Franco Summa
Franco Summa, nato a Pescara il 7 luglio 1938 e lì deceduto il 25 gennaio 2020, è stato un artista, architetto e accademico.
Attivo a partire dagli anni sessanta del XX secolo, è stato esponente dell'arte contemporanea italiana. Il suo percorso, sviluppatosi attraverso pratiche di ricerca nell'arte ambientale e sociale, si caratterizza per l'uso simbolico delle forme e del colore, esplorando le relazioni che intercorrono tra l'uomo e lo spazio urbano.

### Vicentino Michetti
Vicentino Michetti (1909-1997), nativo di Calascio, ma pescarese di adozione, proveniente da una generazione di costruttori, si indirizza ben presto verso l'ambito artistico, diventando scultore. Dopo la guerra, tiene alcune esposizioni a Roma e a Parigi. È autore di molte opere presenti nella città di Pescara, tra cui l'Elefante e le altre opere bronzee di Piazza Salotto, la Bambina giacente nel giardino del Museo Paparella-Treccia-Devlet e Grazia, la marinara, conservata nel municipio. Sempre a Michetti si devono i primi progetti sul collegamento tra le due sponde del fiume Pescara, che prefigurano un ponte proprio all'altezza della foce, antesignano dell'attuale Ponte del Mare.

### Vito Giovannelli
Vito Giovannelli è un pittore, xilografo, medaglista. Dotato di buone conoscenze tipografiche si è dedicato, principalmente, alla realizzazione di ex libris, di assegni bancari e di documenti filatelici, specialmente con soggetti abruzzesi. Il suo tratto è ben individuabile nella panoramica della grafica internazionale, tanto da essere stato inserito dal critico Elke Schutt Kern dell'università di Lugano, nel prestigioso catalogo Gutenberg, del 1998.

### Vittorio Pepe
Vittorio Pepe (1863 - 1943) nacque a Pescara nel rione Portanuova, in una casa posta all'incrocio di piazza Garibaldi con viale D'Annunzio e corso Manthonè, casa distrutta dai bombardamenti del 31 agosto 1943, uccidendolo. Soprannominato lo "Strauss d'Abruzzo" da Gabriele D'Annunzio, fu musicista, compositore, componendo tra la fine dell'800 e l'inizio del '900, stimato da Francesco Paolo Tosti e da d'Annunzio, che lo introdussero nel Cenacolo di Michetti. Per il suo carattere riservato fu ignorato dalla critica, inoltre a causa del bombardamento di Pescara del 1943, che colpì la sua abitazione, andò persa la sua documentazione di composizioni musicali. Nato il 23 luglio 1863 da Giuseppe e Rachele Carabba, fu battezzato nella vecchia chiesa di San Cetteo, la sua casa era presso il Circolo Aternino di piazza Garibaldi; fu avviato giovanissimo alla carriera musicale, frequentò la scuola delle sorelle Del Gado e il ciclo delle elementari con i maestri Eliseo Morico e Giovanni Sisti, conoscendo il compagno Gabriele d'Annunzio, poi si iscrisse al Conservatorio di San Pietro a Majella a Napoli, venendo seguito da Costantino Palumbo, per il pianoforte, da Nicola D'Arienzo per la composizione, diplomandosi nel 1885; due anni dopo fu iniziato al cenacolo michettiano.
Dopo un periodo di soggiorno a Milano, tornò a Pescara, abbandonando la carriera promettente di concertista, dedicandosi all'insegnamento del pianoforte, fu maestro di Michele Muzii di cui rimane una "Lady Godiva" e Cristo Sorrentino. Dell'opera perduta con i bombardamenti di Pescara, rimangono una mazurka "Pescara" una marcia "Défilé alla pineta" e una polka "Sempre carina"; la "Polka del Fezio" ebbe un particolare successo per la banda civica di Pescara. Compose anche il tango "La musica del Parrozzo" il "Trittico di balli", il valzer per pianoforte "Abruzzo forte e gentile" e la "Zingaresca", molto lodata da D'Annunzio.

## Fumetto
Nel liceo artistico di Pescara sono stati formati due importanti esponenti della fumettistica italiana. Particolarmente importante per la cultura e l'arte pescarese è stata la figura di Andrea Pazienza. Infatti, durante il periodo che trascorre al liceo realizza i suoi primi fumetti, alcuni dei quali mai pubblicati, e diversi quadri. Insieme ad altri artisti, lavora al Laboratorio Comune d'Arte "Convergenze", che a partire dal 1973 espone le sue opere in diverse collettive e personali. In quello stesso periodo, frequentava lo stesso liceo artistico di Pescara Tanino Liberatore.

## Arte elettronica
A Pescara si è svolto il PEAM - Pescara Electronic Artists Meeting: un meeting internazionale d'arte elettronica, arte digitale e videoarte organizzato dall'Associazione Culturale "Artificialia". L'evento è partecipato e diretto da diversi artisti e intellettuali pescaresi.

## Teatro

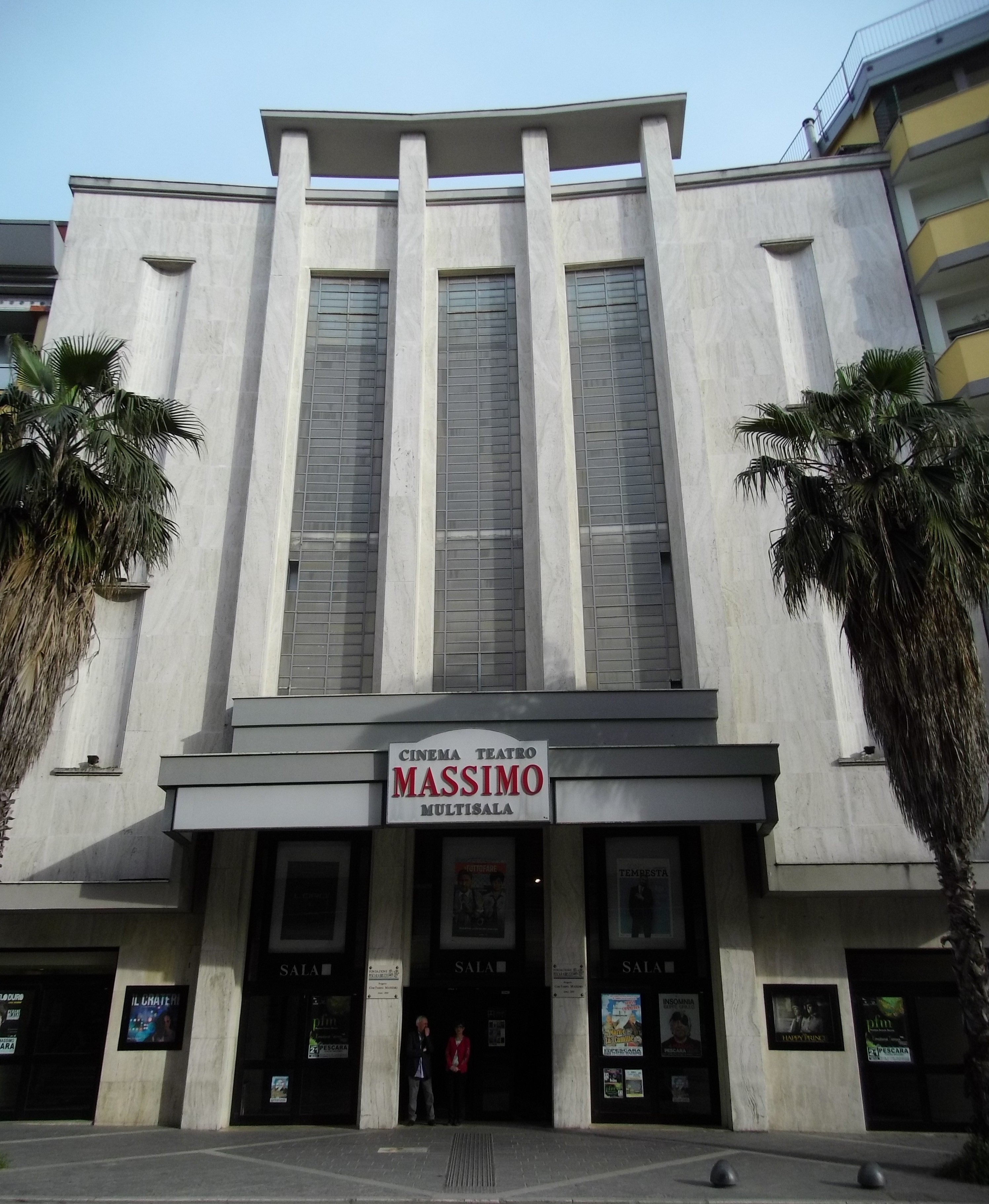
Teatro Massimo di Pescara

Nel 1910 Vicentino Michetti sr. realizzò in viale D'Annunzio il teatro omonimo, la cui architettura è una delle più elaborate e fini dello stile eclettico novecentesco a Pescara.
Il Pomponi fu il principale teatro di Castellammare, e poi di Pescara, quando i due comuni nel 1927 si riunirono, fu attivo sino al 1963 quando dopo problemi di gestione e abbandono, fu demolito per il parcheggio di piazza Primo maggio. Il teatro offriva programmi molto variegati e ospitava anche compagnie teatrali nazionali.
Nel 1936 Vincenzo Pilotti, nell'area di piazza Italia, luogo fulcro dell'amministrazione pescarese, realizzò il Cinema teatro Massimo, in stile razionalista.
Nel 1963 in ricordo dei 100 anni di nascita di Gabriele D'Annunzio fu realizzato il Teatro monumento Gabriele D'Annunzio, sulla riviera sud, caratterizzato da un auditorium circolare e dallo svettante obelisco, opera di Vicentino Michetti jr..

## Architettura
Si elencano le principali architetture civili e palazzi:

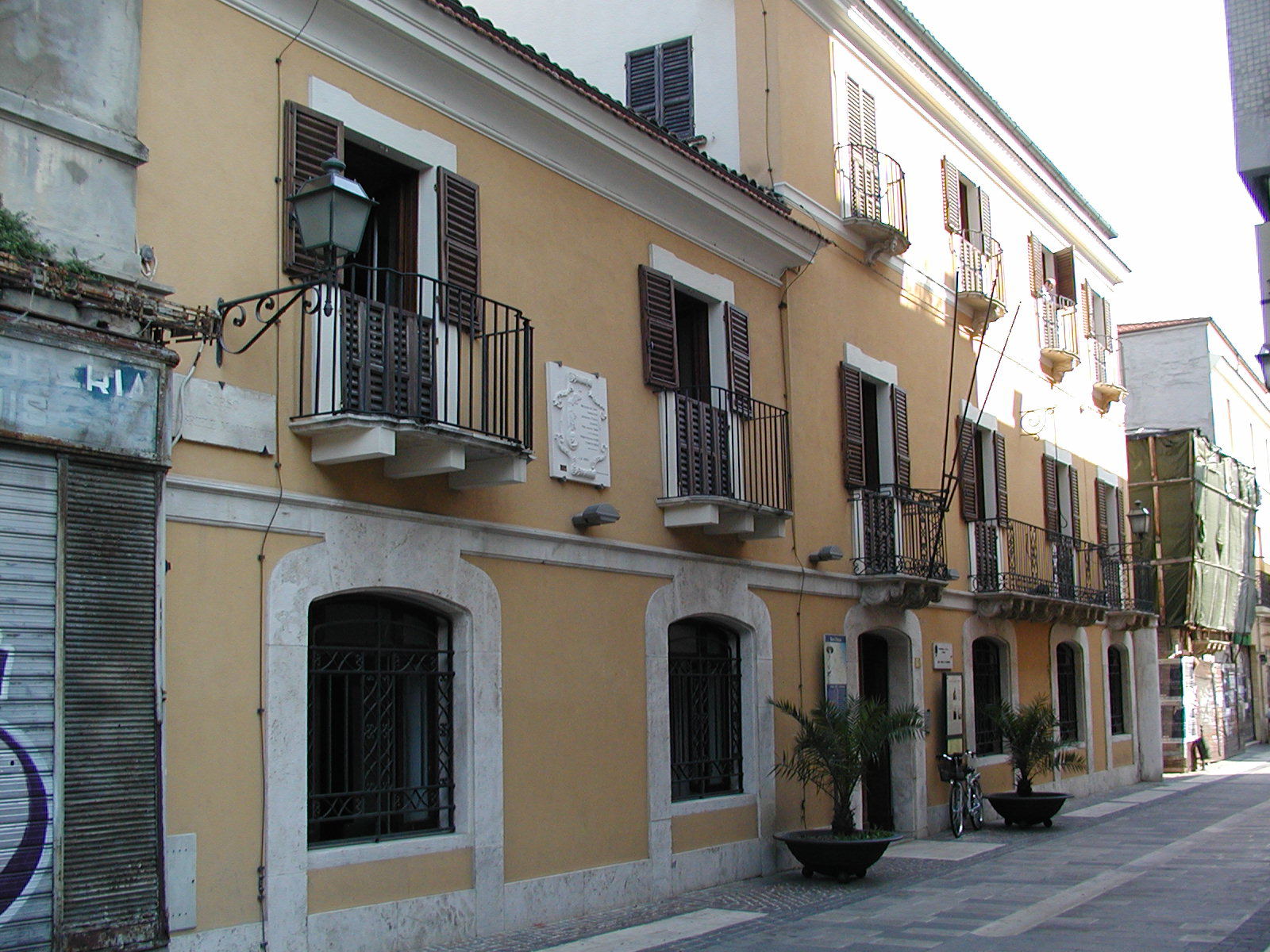
Casa natale di Gabriele d'Annunzio
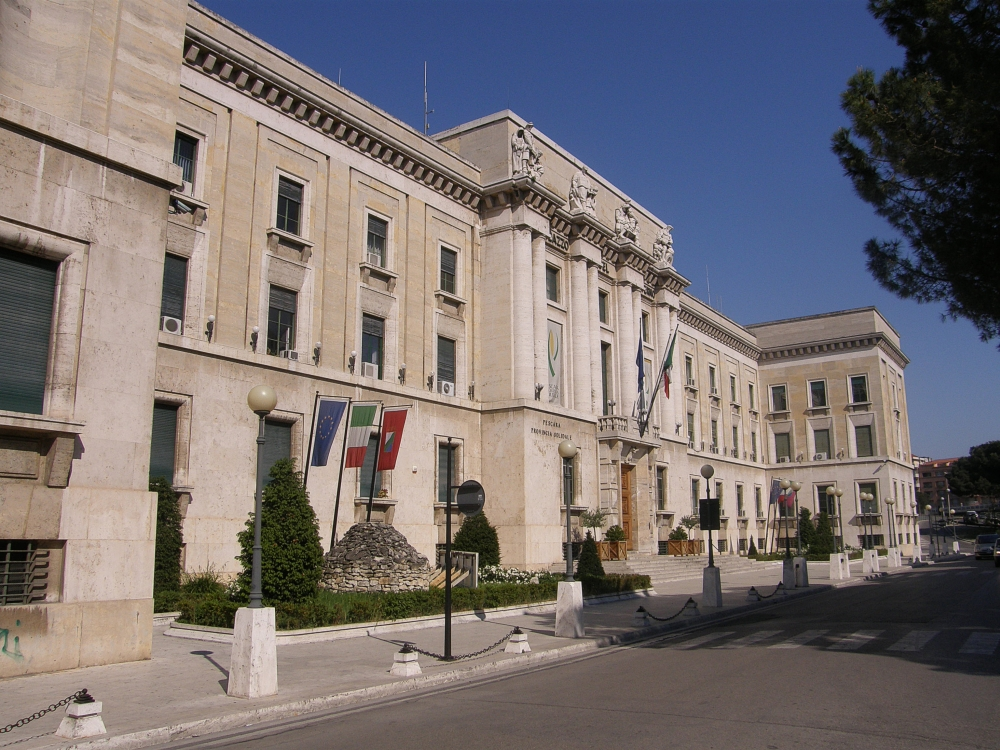
Palazzo della Provincia di Pescara
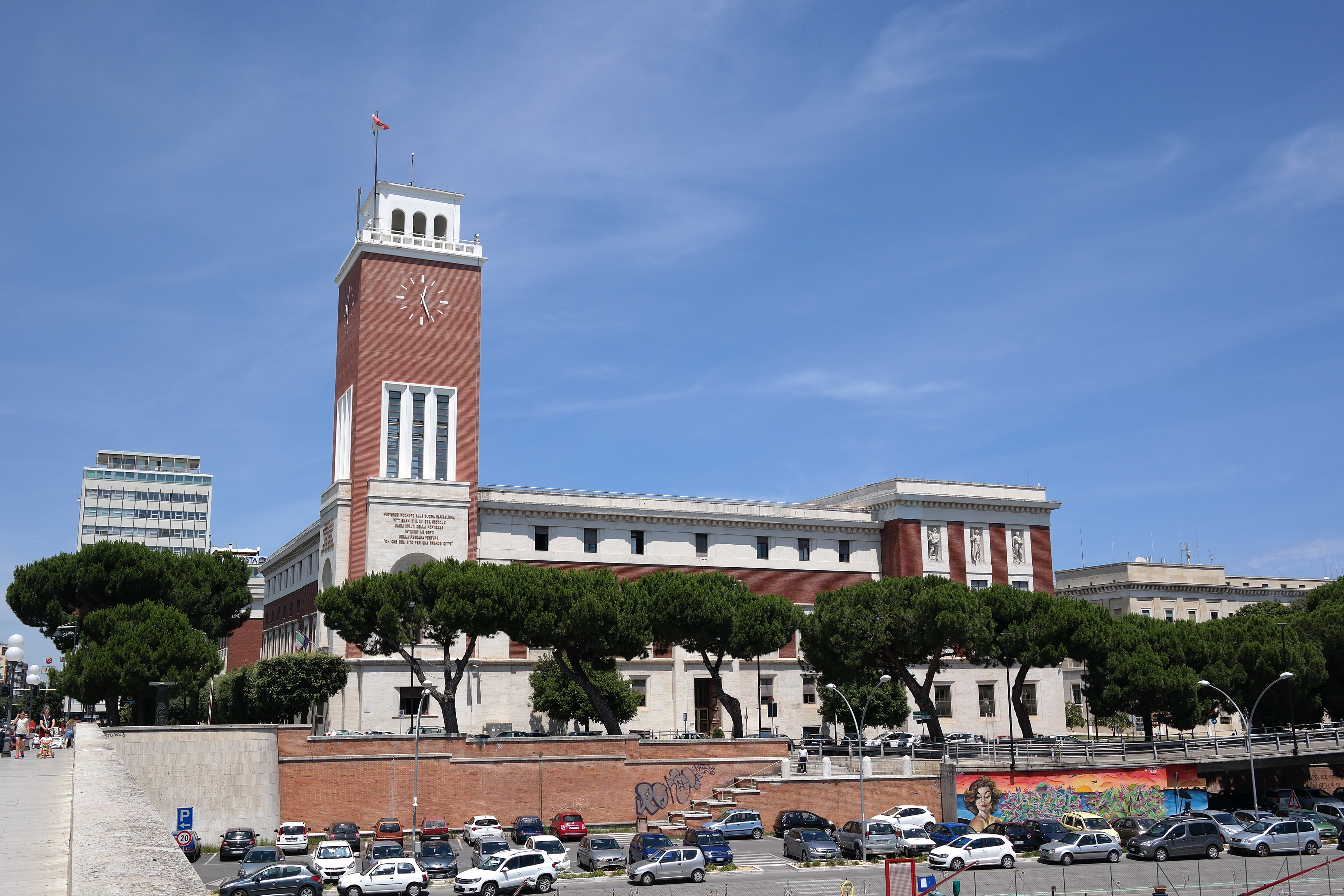
Palazzo di Città, Pescara
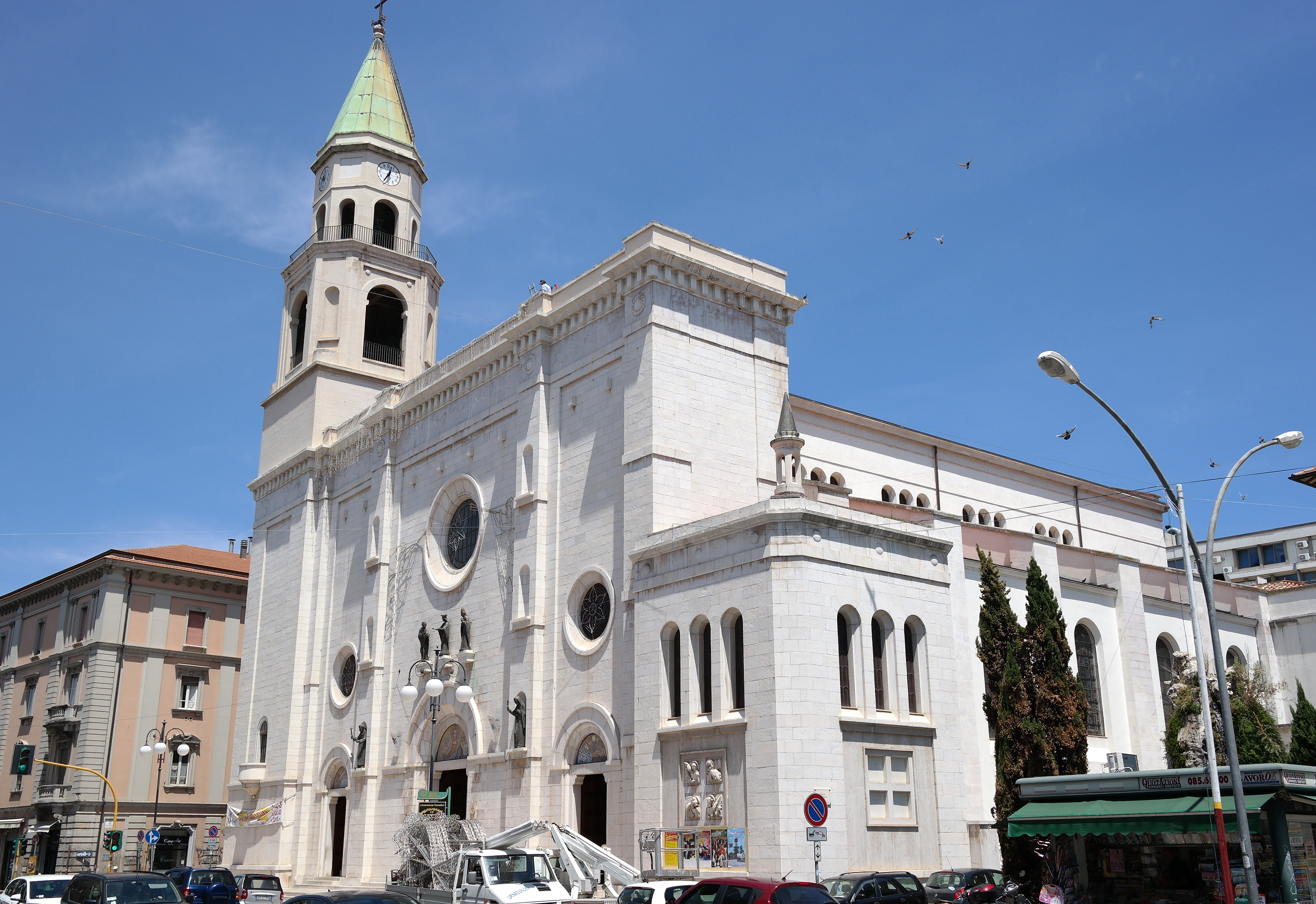
Cattedrale di Pescara
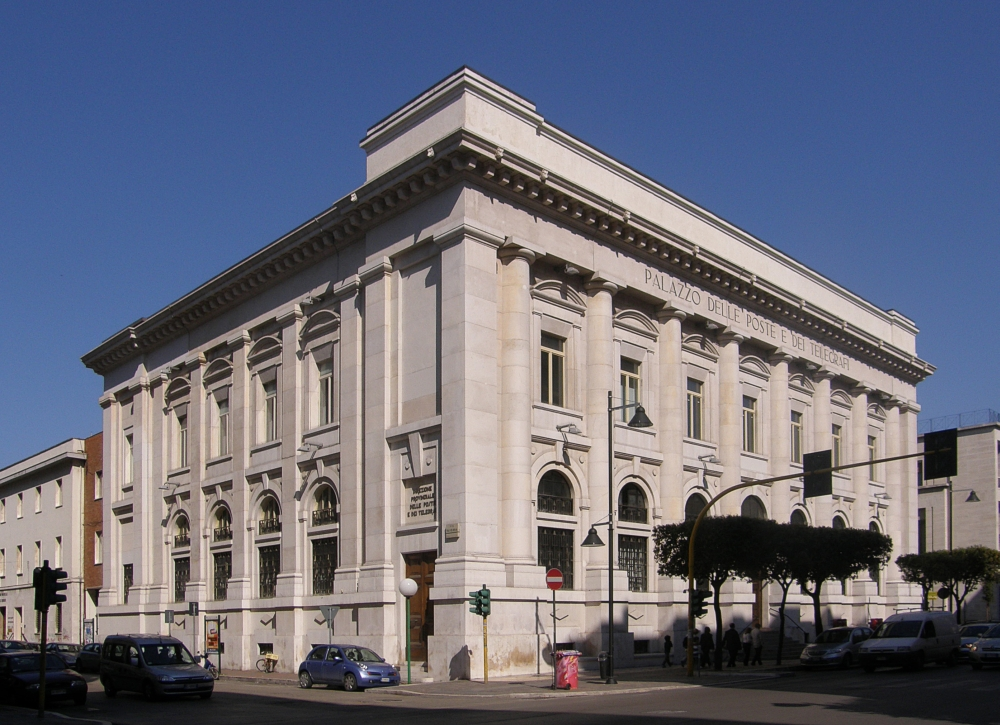
Palazzo delle Poste

- Circolo Aternino: in piazza Garibaldi, realizzato nel Settecento, era l'antica sede comunale di Pescara sino al 1935, quando l'edificio fu spostato nel palazzo di Città in piazza Italia. Distrutto nel 1943, fu ricostruito nel 2005-2007. Interessante esempio di architettura eclettica neoclassica.
- Casa natale di Gabriele d'Annunzio: sul corso Manthoné, elegante struttura tardo settecentesca, benché ristrutturata in stile pseudo classico negli anni '30. Ospita il museo dedicato alla fanciullezza di D'Annunzio, con cimeli di famiglia.
- Palazzo Mezzopreti: sede del Conservatorio di Pescara, è nel quartiere Castellammare, in viale Muzii, elegante struttura in stile eclettico neorinascimentale.
- Palazzo Perenich: nel quartiere Portanuova lungo viale D'Annunzio, fu costruito nel 1884 da Antonino Liberi in stile rinascimentale fiorentino, ispirandosi al Palazzo Strozzi di Firenze. Ospitò negli anni '90 la Facoltà di Architettura dell'Università "Gabriele d'Annunzio" di Chieti.
- Palazzo Fattiboni: in contrada San Silvestro, risale al XVIII secolo, fu sede comunale prima della soppressione.
- Teatro "Vicentino Michetti": completato nel 1910 nel quartiere Portanuova, si affaccia sul viale D'Annunzio, elegante struttura liberty.
- Palazzo Verrocchio o dell'Hotel Esplanade: alla fine del corso Umberto I su piazza 1º Maggio, risale agli anni '30, elegante struttura eclettica liberty.
- Palazzo Imperato: progettato da Antonino Liberi nel 1925, come quinta scenica di apertura a piazza Sacro Cuore e al corso Umberto I dalla stazione Centrale, ha come edificio corrispondente il palazzo dell'ex Banco di Napoli, in stile monumentalista (anni '30)
- Palazzo Pomilio ex Aurum: edificio principale del quartiere Pineta, risale al 1912, fu usato come Kursaal (stabilimento balenare) e poi come liquorificio per l'Aurum; ora è sala convegni.
- Le ville in stile eclettico del quartiere Pineta, progettate da Antonino Liberi, Camillo De Cecco e altri, si trovano tra viale Luisa d'Annunzio, via della Pineta, viale Primo Vere, via Scarfoglio, via Fernando Francesco d'Avalos: si ricordano Villa La Porta, Villa Geniola, Villa Clerico, Villa Coen, Villa De Lucretiis
- Le ville di Pescara e Castellammare: si ricordano Villa Urania (sede del Museo di ceramiche "Paparella Treccia-Devlet"), Villa De Landerset, Villa Delfico, Villa Musacchi.
- Palazzo di Città: in piazza Italia, costruito nel 1935 da Vincenzo Pilotti, caratterizzato dalla torre littoria
- Palazzo del Governo: nella stessa piazza, una delle massime espressioni dell'architettura littoria pescarese, completa il triangolo della piazza, in posizione dominante, ricco di rimandi all'architettura classica, con i simboli della provincia di Pescara.
- Palazzo delle Poste e Telecomunicazioni: opera di Cesare Bazzani, è sul corso Vittorio Emanuele, fortemente caratterizzato dallo stile greco classico
- Palazzo del Cinema Teatro "Massimo": a poca distanza da piazza Italia, ricalca le forme del vecchio bastione San Francesco della fortezza spagnola, si presenta in stile littorio.
- Palazzo del Liceo Ginnasio "Gabriele d'Annunzio", vicino a piazza Italia, fu realizzato nel 1934 da Vincenzo Pilotti e intitolato a D'Annunzio, caratterizzato dallo stile classico littorio.
- Palazzo del Liceo scientifico "Galileo Galilei", realizzato vicino alla riviera in via Balilla, è molto più confacente all'architettura littoria, con lati squadrati e altri circolari.
- Palazzo della Camera di Commercio: opera di Cesare Bazzani: si trova all'incrocio di viale Marconi con via Conte di Ruvo, si apre a ventaglio e mostra elementi dell'architettura classica, misti al monumentalismo fascista.
- Ex centrale del Latte: in via del Circuiti, fu costruita in stile littorio nel 1934 da Florestano Di Fausto, abbandonata da anni fu demolita nel 2010. Fa parte delle storiche architetture di Pescara demolite nel secondo dopoguerra senza che fossero adeguatamente recuperate, come il teatro Pomponi e Villa Sabucchi.

### Architettura contemporanea
Verso la fine degli anni '90, con la discussione di un nuovo piano regolatore, si scopre un certo interesse per il recupero di uno sviluppo armonioso della città non solo dal punto di vista urbanistico, ma anche architettonico. 
Risalgono a questo periodo e ai successivi anni importanti progetti e opere di ricostruzione e ristrutturazione. Da segnalare il progetto di Oriol Bohigas per la riqualificazione e ricostruzione della zona adiacente alla stazione di Porta Nuova. 
Nel 2006 è stata progettata dall'architetto di fama mondiale Massimiliano Fuksas la nuova sede della Fater.
Altre architetture notevoli sono le Torri Camuzzi ed il nuovo Tribunale.

#### Teatro monumento Gabriele D'Annunzio
Situato nella Pineta Dannunziata, presso il lungomare Colombo, è stato realizzato in occasione del centenario della nascita di D'Annunzio nel 1963, con accanto l'Auditorium Flaiano a pianta circolare,e un obelisco monumentale realizzato da Vicentino Michetti jr, alto 67 metri. Da molti anni il teatro ospita la cerimonia del Premio Flaiano e la rassegna Pescara Jazz. La struttura a forma di anfiteatro l'estate ospita spettacoli, opere liriche, balli e concerti, ed è stato ipotizzato nel 2015 la realizzazione di un sistema di copertura per gli spettacoli invernali.

## Scultura
La scultura a Pescara si può dividere in monumentale e privata. Nell'ambito privato uno dei primi rappresentati fu Costantino Barbella di Chieti, che realizzò delle figurine donate all'amico Gabriele D'Annunzio, tuttora conservate nel museo della casa natale. Nell'ambito monumentale la scultura si accompagnò all'architettura liberty-eclettica della trasformazione proto-novecentesca di Pescara, con la realizzazione di palazzi gentilizi dell'alta borghesia locale, il cui massimo rappresentante fu Antonino Liberi, progettatore ed esecutore del restauro della casa D'Annunzio, del Palazzo Perenich e di vari villini classicheggianti nel quartiere della Pineta.
La scultura monumentale si andò evolvendo con l'avvento del fascismo, da un lato riguardò opere commemorative, come dediche ai caduti della guerra, dall'altro si accompagnò sempre all'architettura, come dimostrano gli esempi evocativi e simbolici del Palazzo del Governo di Vincenzo Pilotti e, prima della guerra, le statue del Ponte Littorio progettato da Cesare Bazzani, con le statue dei nudi femminili di Pilotti, e le aquile littorie del Brozzi. Con la fine della guerra, e la ricostruzione di Pescara, la scultura assunse carattere prettamente monumentale e decorativo, e si concretizzò soprattutto nella realizzazione di fontane pubbliche.

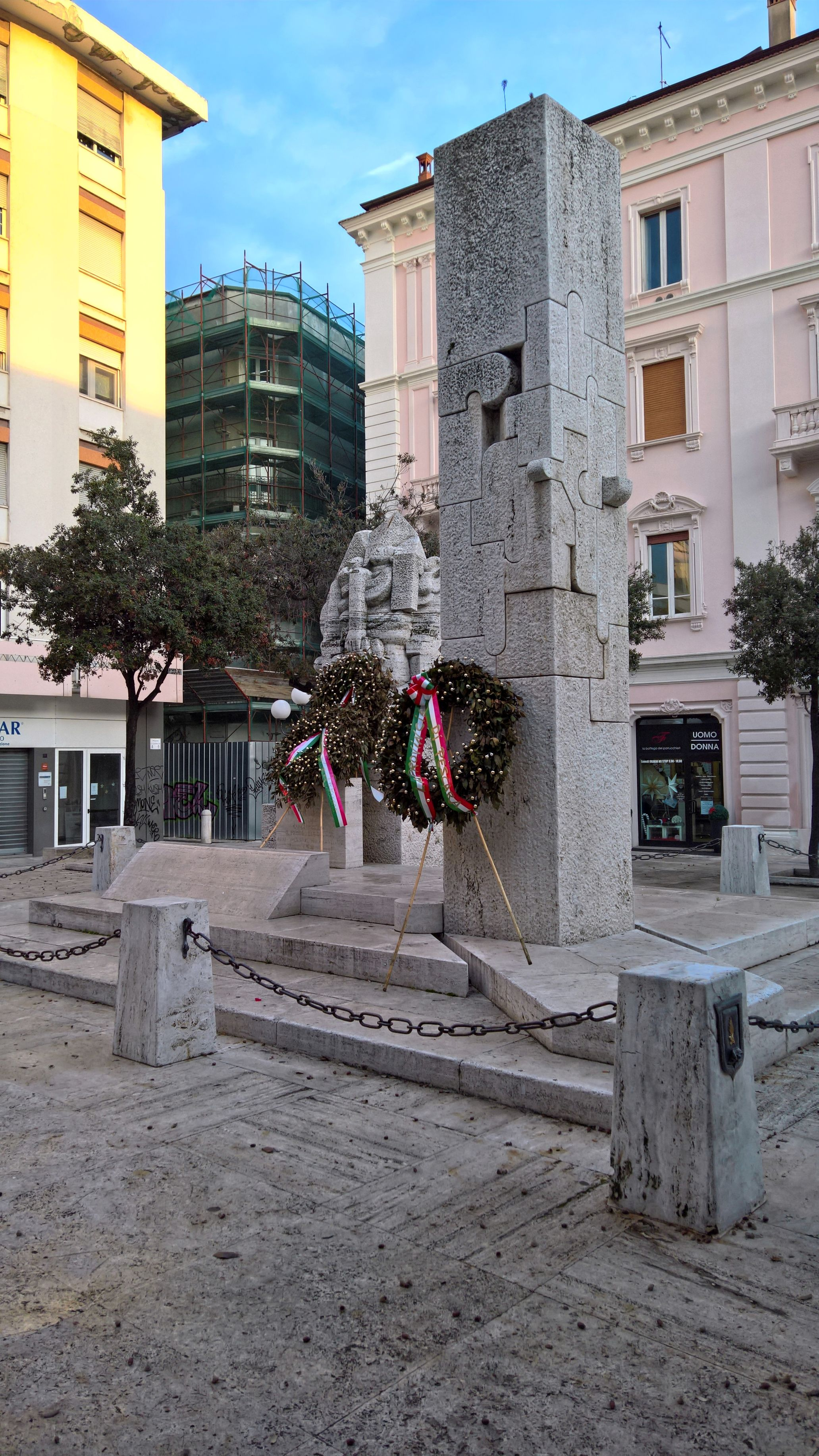
Monumento ai caduti della guerra di piazza Garibaldi

### Fontana delle cinque cannelle
Fontana ottocentesca, situata nel quartiere Pescara Colli, a pochi passi dalla Basilica della Madonna dei sette dolori. Realizzata in laterizio, ha una volume unico a parallelepipedo tripartito da quattro lesene, con basso piedistallo, base e capitello dorico, che sorreggono una trabeazione classica con attico leggermente accennato. Il volume è partito da lesene poste dentro losanghe aggettanti. La vasca sottostante reca un bordo arrotondato.

### Fontana "La Pescara"
Si trova in Piazza Italia, accanto alla scultura del busto di Gabriele d'Annunzio, realizzata nel secondo dopoguerra. Ha una vasca rettangolare, dal cui bordo marmoreo corrono verso l'interno giochi d'acqua. Al centro si trova una scultura bronzea intitolata "La Pescara" di Giuseppe di Prinzio, raffigurante una donna sul dorso di un cavallo marino, dal cui morso sgorga uno zampillo.

### Fontana "La Nave" di Cascella
Si tratta del principale monumento simbolico della città, almeno sino alla costruzione nel 2009 del Ponte del Mare, e si affaccia su Largo Mediterraneo, in asse col Corso Umberto I, al termine del Lungomare Matteotti e l'inizio del viale della Riviera. Fu progettato inizialmente nel 1986 da Pietro Cascella, in marmo travertino, ma l'opera attualmente a Pescara è stata realizzata in pietra. Commissionato dal comune per abbellire il lungomare al posto della "rotondacm" giardino a meridiana, il monumento fu inaugurato il 4 luglio 1987 a Piazza I Maggio, dopo essere stato esposto a Firenze in Piazza Santa Croce per alcuni mesi, e inizialmente concepito per ornare piazza Salotto. La scultura rappresenta una barca a remi e rievoca la vocazione alla pesca della città, e i prigionieri spagnoli del Bagno borbonico di Pescara e della sua fortezza, sfruttati come rematori sulle navi fino al 1859.

### L'Elefante di Vicentino Michetti
Realizzato da Vicentino Michetti jr., il nipote del costruttore del teatro omonimo del 1910 nella Pescara vecchia, l'opera risale agli anni '70. Dopo vari spostamenti, la sua sede definitiva è un angolo di Piazza Salotto, presso la Banca del Fucino, rappresenta un pachiderma realizzato in cemento, con la proboscide toccante il terreno, per permettere ai bambini di salirci. Nel 2013 l'opera è stata riqualificata venendo colorata.

### La torre dei venti

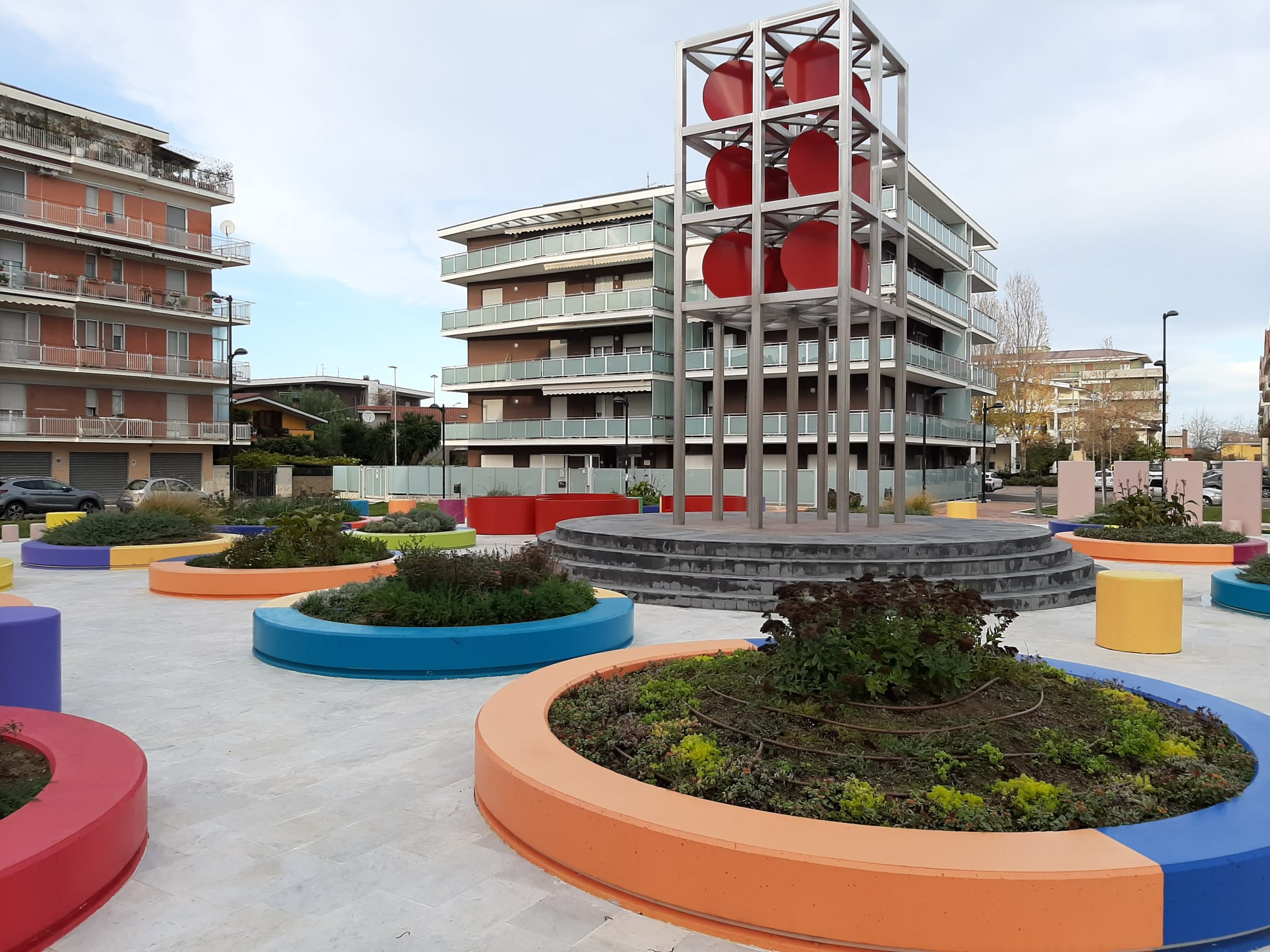
Veduta della piazza Caduti del Mare con la Torre dei venti (2018)

La Torre dei Venti si staglia in Piazza Caduti del Mare, al centro di un complesso realizzato da Franco Summa nel 2018: è caratterizzata da dischi rossi che roteano con la spinta dell'energia eolica. La struttura che rappresenta un omaggio alla navigazione, è circondata da un basamento in cui sono incisi i 32 nomi dei venti e indicati i punti cardinali. Arricchiscono lo spazio urbano panchine circolari e fioriere dipinte con i dodici colori fondamentali. La piazza è contornata, sui quattro lati, da tappeti erbosi calpestabili. Tra le aiuole, con vegetazione viva sempre, spicca una rossa, a forma di quadrifoglio, particolarmente indicata per l'incontro e il dialogo. Nel complesso, il luogo, aperto a tutti, dovrebbe essere secondo le intenzioni dell’artista particolarmente accogliente e gioioso.

### Il giardino incantato

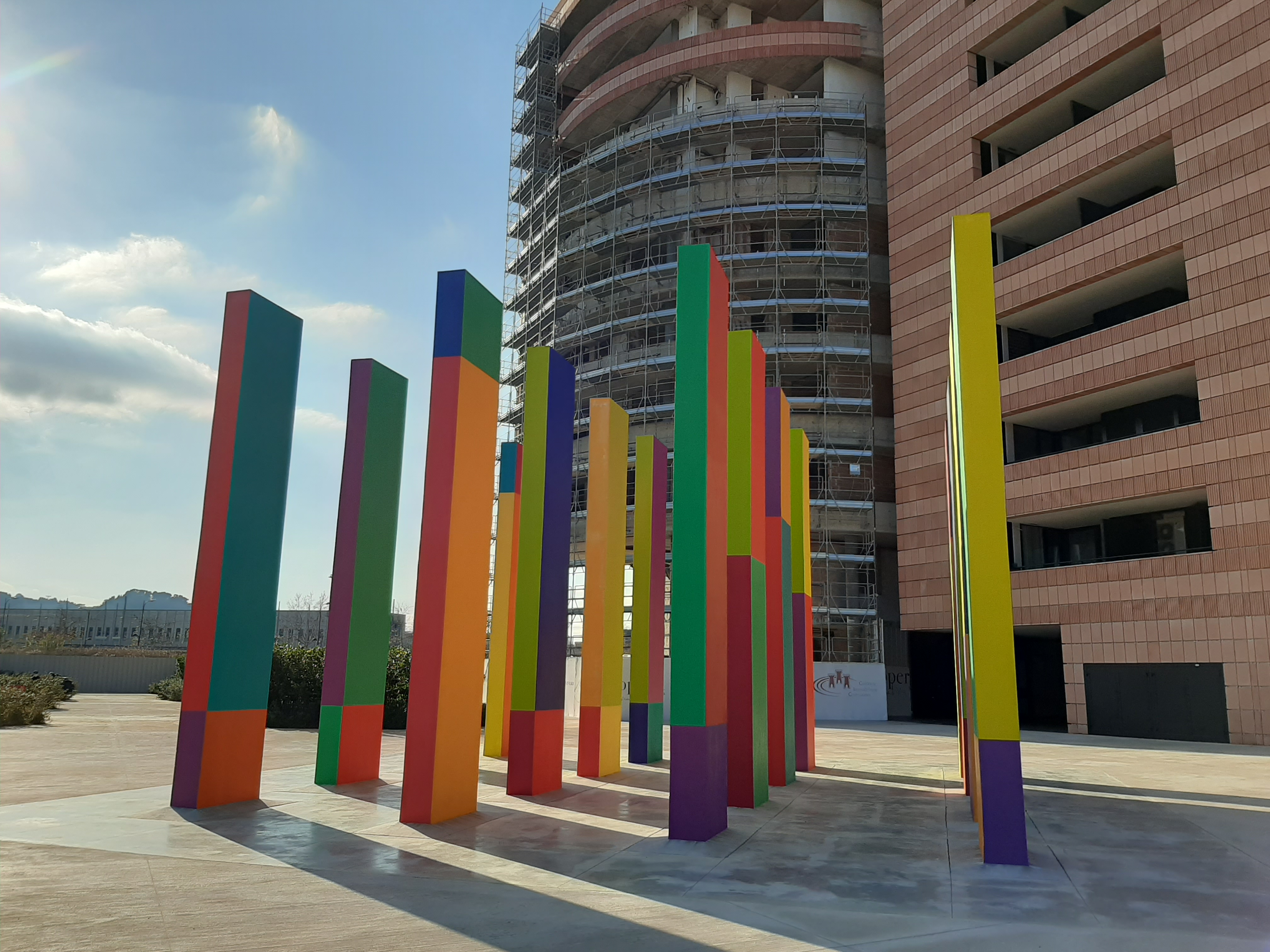
Veduta dell'installazione Il giardino incantato di Franco Summa (2018)

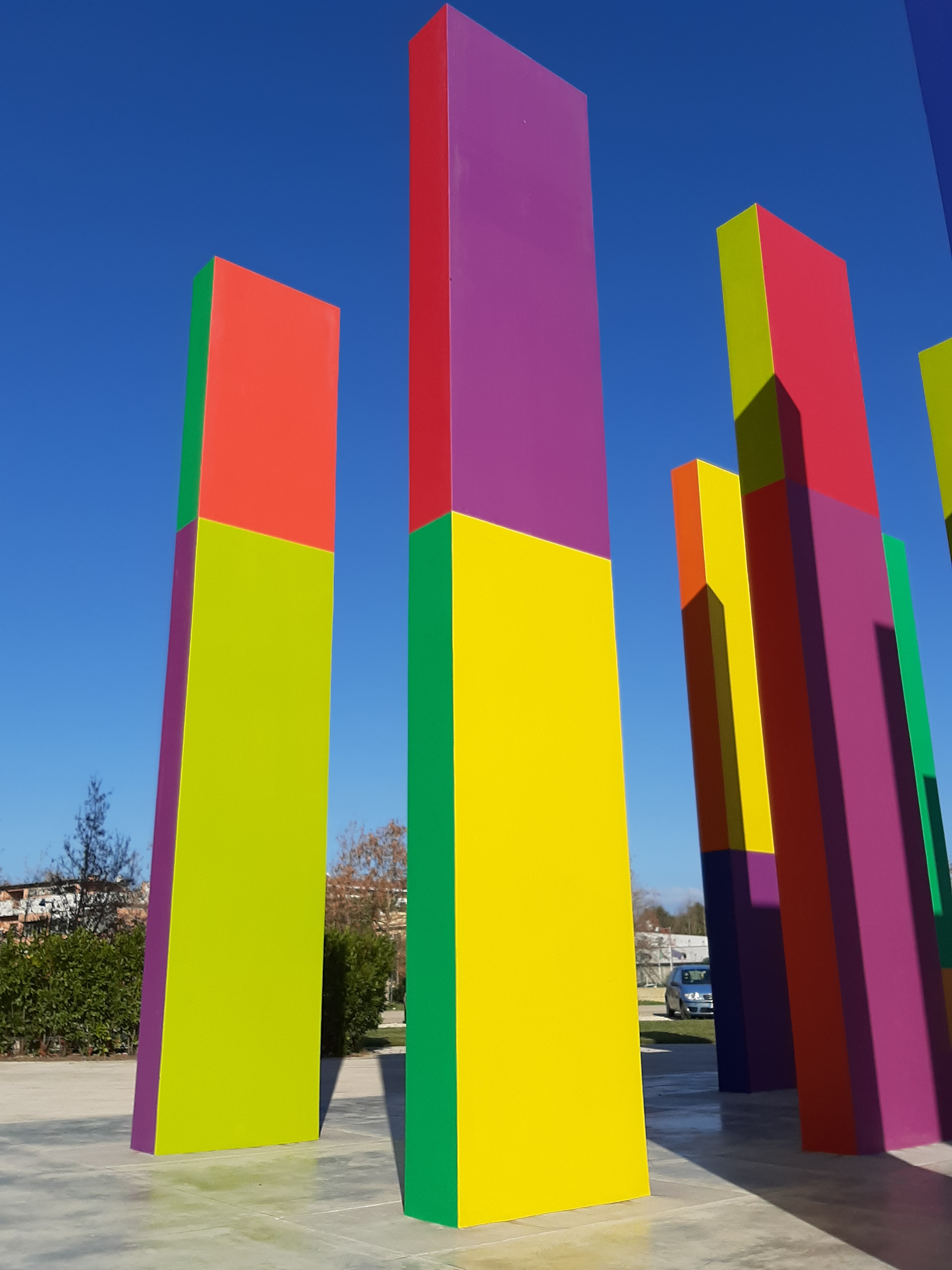
Particolare dell'installazione Il giardino incantato

Il giardino incantato è un'installazione monumentale site specific realizzata da Franco Summa, nel 2018. È ubicata, alle spalle della zona universitaria, nell'area del complesso residenziale OperA, progettato da Mario Botta. L'opera monumentale è costituita da sedici elementi verticali, policromi, alti sei metri, distribuiti simmetricamente: la loro disposizione invita i passanti a fruire degli elementi architettonici, pittorici e scultorei che ridisegnano il nuovo spazio pubblico-privato, dalla dimensione sociale.

## Pittura
A Pescara la pittura nei primi anni del XX secolo è manifestata grazie alla presenza di Basilio Cascella e Francesco Paolo Michetti. Il primo realizzava nel suo laboratorio litografico in viale Marconi (oggi è il museo civico Cascella), figurine per la rivista de L'illustrazione abruzzese (1899-1915), mentre il secondo intratteneva con lui e altri artisti locali delle corrispondenze, avendo lo studiolo nel convento di Francavilla. Alla morte di Michetti, uno dei suoi dipinti maggiori: La figlia di Iorio (la seconda versione), venne portato nel nuovo palazzo provinciale appena costruito in piazza Italia, dove si trova tuttora.

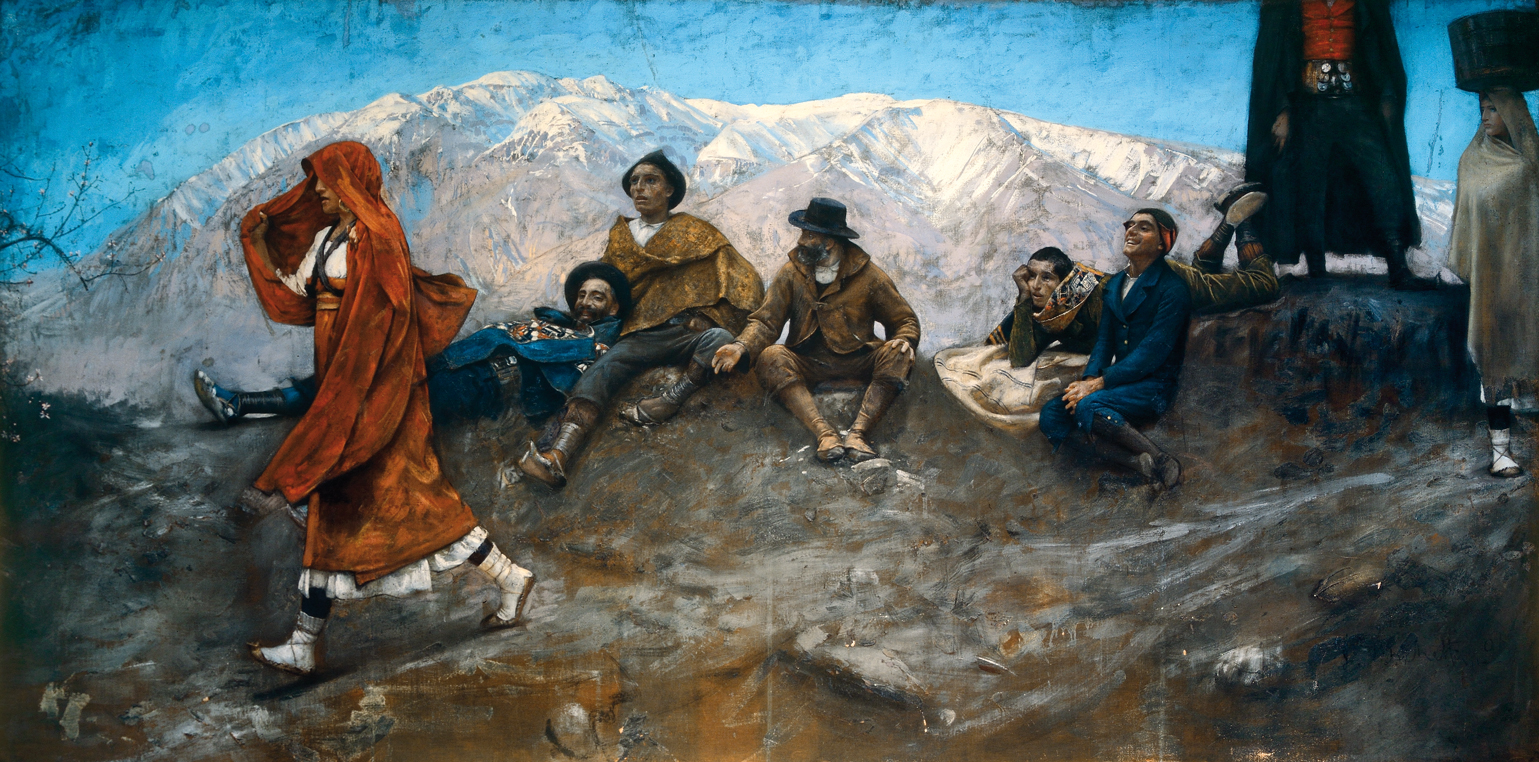
La figlia di Iorio (1895)

- La figlia di Iorio, 1894-5, Collezione CariChieti (prima versione) nel Palazzo della Provincia a Chieti, la seconda versione che oggi è la più nota è nel palazzo del Governo di Pescara: la storia del dipinto vuole che Michetti e d'Annunzio, presso Orsogna, avessero assistito allo sbeffeggiamento, da parte di braccianti ubriachi nei confronti, di una bella contadina. La ragazza oraognese che ispirò Michetti fu Giuditta Saraceni, il panorama della Maiella fu desunto

proprio dalla vista che si ha dal belvedere di Orsogna. La scena infatti si risolve nella ragazza a passeggio, mentre si tiene il velo, e dall'altra parte il gruppo di sbeffeggiatori imbruttiti nei volti, sotto la cornice centrale giganteggiante della Maiella innevata. Michetti si concentrò soprattutto sul dipingere fedelmente i costumi tipici dei popolani, il tono dei colori a tempera su tela è molto sobrio. Del dipinto è visibile anche una prima versione incompiuta del 1894, venduta a Paolo Ingegnoli, amico di Michetti, ed esposta nella sala consiliare della Prefettura di Chieti.
Il Museo civico di Cascella a Pescara raccoglie oltre 500 opere di pittura, scultura, ceramica grafica di Basilio, e dei suoi figli Tommaso e Michele, nonché dei nipoti Andrea e Pietro Cascella. Un'intera stanza dal 2004 è stata dedicata all'opera di Tommaso Cascella, uno dei più prolifici epigoni dell'opera paterna per quanto riguarda la lavorazione della ceramica.
Ancora oggi l'attività pittorica a Pescara viene portata avanti da autori emergenti, quali Alfredo Perrotti, Donato Vitale, Rossella Lombardi, Isabella Catanese e Bruno Di Pietro. In città si trova inoltre la Galleria d'arte moderna "Vittoria Colonna", presso il lungomare Matteotti. Il museo è stato aperto nel 2002, contenente opere di donazione dalla collezione Gangai-Stoppato, dei pittori Brindisi, Bueno, Calabria, Carrà, Guidi, Gattuso, Manzù, Maccari, Mirò, la collezione Misticoni e Benini.

## Musica: il Conservatorio "Luisa d'Annunzio"
Il cuore dell'attività musicale pescarese è il Conservatorio statale "Luisa d'Annunzio", avente sede nel Palazzo Mezzopreti, che fu la sede storica del Comune di Castellammare, fino al 1927, quando le due città (Castellammare appunto e Porta Nuova vennero riunite in una sola municipalità). Il 22 gennaio 1922, nella ricorrenza del sesto anniversario della morte di Luisa De Benedictis, madre di Gabriele D'Annunzio, un gruppo di artisti abruzzesi, tra cui Primo Riccitelli, Camillo De Nardis, Francesco Paolo Michetti, Bonaventura Barattelli, decisero di costituire in città un'associazione musicale che avrebbe preso il nome della madre di Gabriele.
La corporazione musicale fu fondata nel Vittoriale degli Italiani, a Gardone Riviera, lo stesso anno. Con al firma dello stesso d'Annunzio dello statuto, la corporazione prese avvio, con l'intento di portare la cultura musicale anche nella piccola cittadina di Pescara. L'embrionale associazione di artisti, divenne "istituzione" con le leggi del 1928 per volere di Berardo Montani, podestà di Pescara, affidando l'istituto alla gestione dei maestri Umberto Coen e Ludovico Ciavarelli, che vennero aiutati dal Maestro Mulè del Conservatorio Santa Cecilia di Roma.
L'attività del liceo si ampliò notevolmente negli anni '30, grazie all'opera del Maestro Lino Liviabella e di Pietro Ferro. A lui si sostituirono i Maestri Toscano, Maini e Macchia (anni 1965-66), anni in cui la sede fu momentaneamente spostata, per permettere lo svolgimento dei corsi di violino, tromba, trombone. Nel 1969 il vecchio stabile fu ristrutturato e trasformato in un vero "conservatorio", dove insegnarono i Maestri Firminio Sifonia, Giuliano Silvero, Mario Domenicucci, Luciano Cerroni, Nicola Jannucci.